# Гроувтон (Вірджинія)
Гроувтон (англ. Groveton) — переписна місцевість (CDP) в США, в окрузі Ферфакс штату Вірджинія. Населення — 15 725 осіб (2020).

## Географія
Гроувтон розташований за координатами 38°45′21″ пн. ш. 77°5′52″ зх. д. / 38.75583° пн. ш. 77.09778° зх. д. (38.755748, -77.097783).  За даними Бюро перепису населення США в 2010 році переписна місцевість мала площу 11,41 км², з яких 11,24 км² — суходіл та 0,17 км² — водойми.

## Демографія
Згідно з переписом 2010 року, у переписній місцевості мешкало 14 598 осіб у 5345 домогосподарствах у складі 3538 родин. Густота населення становила 1279 осіб/км².  Було 5634 помешкання (494/км²).
Расовий склад населення:
| - 50,5 % — білих - 22,8 % — чорних або афроамериканців - 8,0 % — азіатів - 0,5 % — корінних американців - 13,7 % — осіб інших рас |

До двох чи більше рас належало 4,4 %. Частка іспаномовних становила 28,2 % від усіх жителів.
За віковим діапазоном населення розподілялося таким чином: 24,7 % — особи молодші 18 років, 67,0 % — особи у віці 18—64 років, 8,3 % — особи у віці 65 років та старші. Медіана віку мешканця становила 34,9 року. На 100 осіб жіночої статі у переписній місцевості припадало 96,0 чоловіків;  на 100 жінок у віці від 18 років та старших — 93,8 чоловіків також старших 18 років.
Середній дохід на одне домашнє господарство  становив 97 577 доларів США (медіана — 82 522), а середній дохід на одну сім'ю — 105 015 доларів (медіана — 86 411). Медіана доходів становила 45 211 долар для чоловіків та 56 875 доларів для жінок. За межею бідності перебувало 10,6 % осіб, у тому числі 16,4 % дітей у віці до 18 років та 5,2 % осіб у віці 65 років та старших.
Цивільне працевлаштоване населення становило 8832 особи. Основні галузі зайнятості: освіта, охорона здоров'я та соціальна допомога — 18,9 %, науковці, спеціалісти, менеджери — 17,0 %, роздрібна торгівля — 13,0 %, мистецтво, розваги та відпочинок — 10,2 %.